# Јован Јерусалимски
Преподобни мученици Јован и други су хришћански светитељи. Били су из обитељи светог Саве Освећеног код Јерусалима. Овај славни манастир светог Саве Освећеног, посећиван и од светог Саве српског, и обдарен од неколико владара српских, и дан-данас постоји. Више пута нападан је од стране Арапа, пљачкан и пустошен, али увек је обнављан и до данас сачуван. У време царовања Константина и Ирине нападнут је од Арапа и опљачкан. Монаси нису хтели бежати него саветујући се са својим игуманом Томом рекли су: "Ми смо одбегли из света у ову пустињу ради љубави Христове, срамота је сад да бежимо из пустиње из страха од људи. Ако будемо убијени овде, бићемо убијени због наше љубави према Христу, због кога смо и дошли овде да живимо". ― И тако одлучивши, дочекали су ненаоружани оружане Арапе. Арапи су неке од њих стрелама убили, а неке затворили у пећину светог Саве, па су наложили ватру на улазу и димом их угушили. И тако многи од њих су скончали као мученици Христа ради и преселе. Пострадали су пред Васкрс 796. године за време владавине цара Константина и Ирине и патријарха јерусалимског Илије.
Српска православна црква слави их 20. марта по црквеном, а 2. априла по грегоријанском календару.